# Simon Templar – Ein Gentleman mit Heiligenschein
Simon Templar – Ein Gentleman mit Heiligenschein (Originaltitel: Return of the Saint) ist eine britische Krimiserie, die 1978 in Großbritannien nach den Kriminalromanen des Schriftstellers Leslie Charteris und der ebenfalls auf den Romanen von Charteris basierenden Erfolgsserie Simon Templar mit Roger Moore entstand. Die Hauptrolle des Simon Templar wurde von Ian Ogilvy verkörpert.

## Handlung

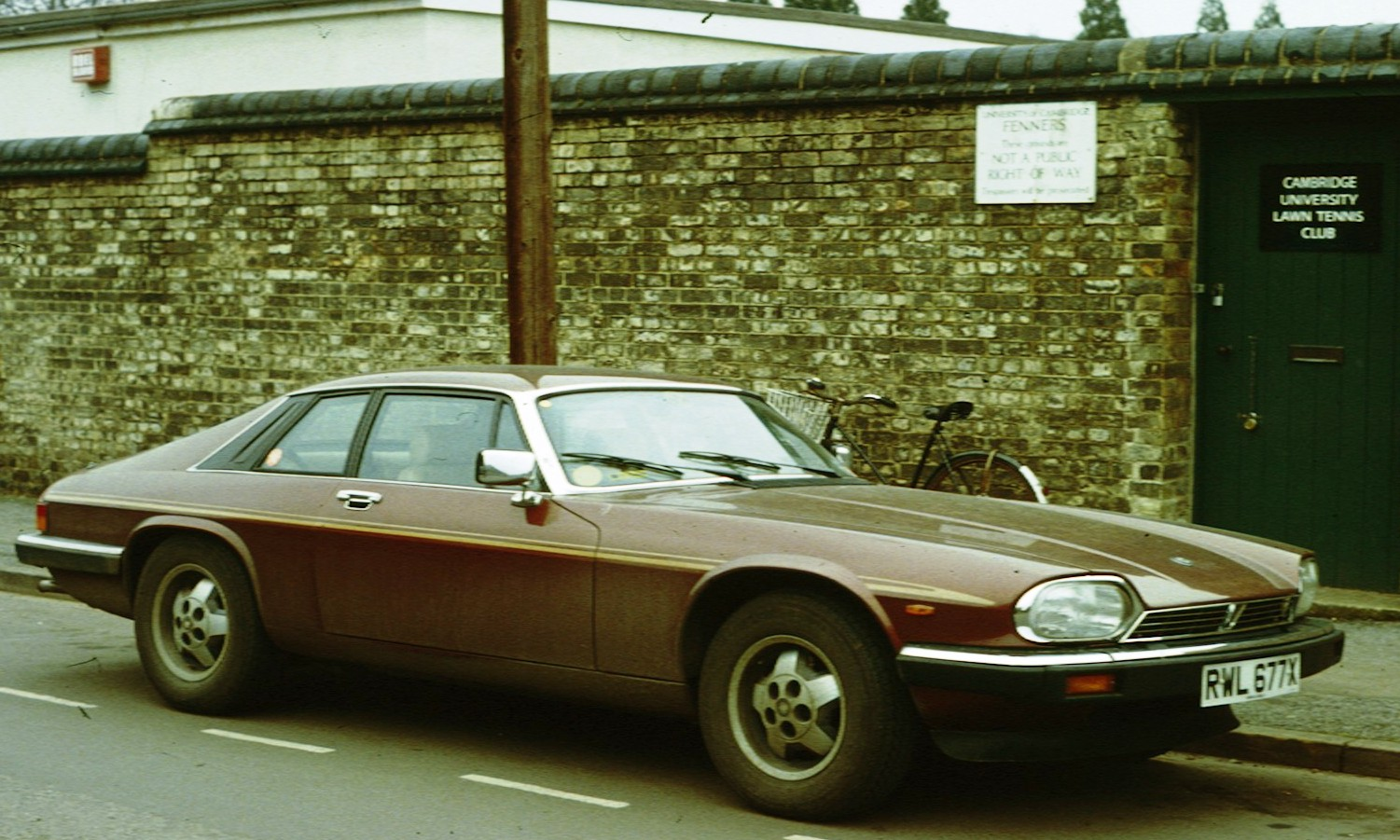
Jaguar XJS, wie ihn Simon Templar in weiß fuhr

Simon Templar ist ein Gentleman und Abenteurer, der auch vor Gefahr nicht zurückschreckt. Aus seinen Initialen „ST“, die auch als The Saint (der Heilige) gelesen werden können, wird sein Markenzeichen entwickelt: ein Strichmännchen mit einem Heiligenschein. Er fährt einen weißen Jaguar XJS mit dem Kennzeichen ST 1. Ähnlich wie in der Serie aus den 1960er Jahren wendet sich Templar zu Beginn einer Episode direkt an den Zuschauer.

## Hintergrund
Simon Templar – Ein Gentleman mit Heiligenschein wird oft auch als Fortsetzung der Erfolgsserie Simon Templar aus den 1960er Jahren gesehen. Neben dem ähnlichen Vorspann sowie dem ähnlichen Aufbau einer Episode traten auch Schauspieler aus der Originalserie hier auf. Auch der Produzent der Originalserie, Robert S. Baker, produzierte diese gemeinsam mit dem Hauptdarsteller der Originalserie Roger Moore. Zwei Folgen wurden von Roy Ward Baker inszeniert, der ebenfalls zuvor für Simon Templar 18 Folgen inszeniert hatte.
Es wurden nur 15 Folgen ins Deutsche synchronisiert. Diese sind mittlerweile auf DVD erschienen.

## Cameo-Auftritt von Leslie Charteris
In der Doppelfolge Auf Kollisionskurs hatte Simon Templar-Autor Leslie Charteris einen Cameo-Auftritt.

## Gastauftritte
(chronologisch, nach Auftreten in der Serie sortiert)
- Rupert Graves
- Burt Kwouk
- Ian Hendry
- Laurence Naismith
- Sarah Douglas
- Geoffrey Keen
- Britt Ekland
- Helmut Berger
- Mel Ferrer
- Elsa Martinelli
- Shane Rimmer
- James Aubrey

## Episoden
| #  | Originaltitel                            | Deutscher Titel                    |
| -- | ---------------------------------------- | ---------------------------------- |
| 1  | The Judas Game                           | -/-                                |
| 2  | Duel in Venice                           | -/-                                |
| 3  | The Nightmare Man                        | Der Killer, dem die Stunde schlägt |
| 4  | One Black September                      | -/-                                |
| 5  | The Village That Sold its Soul           | -/-                                |
| 6  | Assault Force                            | -/-                                |
| 7  | Yesterday's hero                         | -/-                                |
| 8  | The Poppy Chain                          | Tödlicher Stoff                    |
| 9  | The Arrangement                          | Die Abmachung                      |
| 10 | The Armageddon Alternative               | -/-                                |
| 11 | The Imprudent Professor                  | Professor Unklug                   |
| 12 | Signal Stop                              | Signal auf Rot                     |
| 13 | The Roman Touch                          | Rendezvous in Rom                  |
| 14 | Tower Bridge is Falling Down             | -/-                                |
| 15 | The Debt Collectors                      | Die Abrechnung                     |
| 16 | Collision Course Part I: The Brave Goose | Auf Kollisionskurs, Teil 1         |
| 17 | Collision Course Part II: The Sixth Man  | Auf Kollisionskurs, Teil 2         |
| 18 | Hot Run                                  | Schußfahrt                         |
| 19 | Murder Cartel                            | Das Mordkartell                    |
| 20 | The Obono Affair                         | -/-                                |
| 21 | Vicious Circle                           | Tödliche Verstrickung              |
| 22 | Dragonseed                               | Wer Wind sät                       |
| 23 | Appointment in Florence                  | Treffpunkt in Florenz              |
| 24 | The Diplomat's Daughter                  | Die Diplomatentochter              |